# 베르톨트 마리아 솅크 그라프 폰 슈타우펜베르크
베르톨트 마리아 솅크 그라프 폰 슈타우펜베르크(독일어: Berthold Maria Schenk Graf von Stauffenberg, 1934년 7월 3일 ~ )는 은퇴한 독일 분데스리가의 장군이다. 그의 경력 초기에, 그는 독일의 가장 큰 군사 기지를 지휘했다. 1994년 그가 은퇴할 때, 그는 독일 육군에서 38년 동안 복무했던, 독일에서 가장 오래 복무했던 군인이었다. 그는 제2차 세계 대전 대령이자 저항 지도자인 클라우스 폰 슈타우펜베르크의 아들이다.